# عبدالجبار (هریس)
عبدالجبار یا اوجابار (Ovcabar/Ovçapar)یکی از روستاهای استان آذربایجان شرقی است که در دهستان بدوستان غربی   بخش خواجه شهرستان هریس واقع شده‌است.نام اصلی روستا در ترکی اوجابار بوده است که در دوره پهلوی به عبدالجبار تغییر نام داده شده است.در کوهپایه سمت شرق کوه آیلاخلی قرار دارد.دارای سیزده رشته قنات چشمه در نقاط مختلف روستا میباشد.همچنین به علت قدمت بالای تاریخی قبرستانی قدیمی در مرز با روستای قراجه وجود دارد که احتمالا مربوط به دوره ی زرتشتی باشد.
روستا اوجابار دارای ۶۰ خانوار است.که نصف آن ساکن دائم دارند.در زلزله ۹۵ ورزقان صدمات زیادی به بافت قدیمی روستا زده شد ولی صدمات جانی نداشت.اکثر محصولات کشاورزی روستا دیم میباشد(عدس و گندم).
یکی از جاذبه های روستا آب گرم در جنوب آیلاخلی است. در جنوب روستا (شمال قراجه) دشت سرسبزی وجود دارد به نام محلی "چیمن".
نام روستای ‫أُوچاپار‬ (‫أُوجابار‬) در ‫هریس‬ در راستای برنامه تغییر نام های جغرافیایی ‫آذربایجان‬ به نام ‫عبدالجبار‬ تغییرداده شد! در نقشه چاپ ۱۹۴۳ واشنگتن،خدمات نقشه ارتش آمریکا أُوجابار ذکر گردیده است.